# 胡紅玉
胡紅玉，GBS，SBS，JP（1951年1月25日—），曾任行政會議成員、平等機會委員會主席和競爭事務委員會主席。她是一名天主教徒。
胡紅玉的政治立場比較傾向民主派。2014年，她在14位行會非官守議員中，是僅有拒絕參與反佔中大聯盟簽名運動的兩位議員，另一位是行會召集人林煥光。

## 生平
她於香港出生，中學畢業於瑪利曼中學，1974年香港大學法律學士畢業（二級榮譽乙等）。1977年3月成為香港執業律師，亦是王惟翰律師樓創辦合夥人。
1970年代加入論政團體「香港觀察社」，1983年更與觀察社成員上京，要求中英聯合聲明保障香港人權和法治及推行民主政制。
1993年擔任香港立法局議員時，自資百多萬元草擬《人權及平等機會委員會條例草案》，議案雖被否決，但間接促使政府成立平等機會委員會，並推動法案防止歧視，如《種族歧視條例》和《性別歧視條例》。
2001年擔任平等機會委員會主席時控告教育署升中男女分開派位制度性別歧視勝訴，被前天文台台長林超英指責對本地男學生升學不公。
2009年2月27日，被財政司司長曾俊華任命為強制性公積金計劃管理局主席，自3月17日起生效。

## 公職
- 2013年-2020年 競爭事務委員會主席
- 2013年-不詳 香港國際仲裁中心國際諮詢委員會委員
- 2012年 開展德育及國民教育科委員會主席
- 2009年-2017年 香港特別行政區行政會議成員
- 2009年-2015年 強制性公積金計劃管理局主席
- 2005年-2011年 法律改革委員會委員
- 1999年-2004年證券及期貨事務監察委員會非執行董事
- 1999年-2003年 平等機會委員會主席
- 1997年-2000年 香港按揭證券有限公司董事
- 1997年-2002年 廉政公署審查貪污舉報諮詢委員會主席
- 1997年-1999年 醫院管理局成員
- 1997年-1999年 消費者委員會主席
- 1993年-1995年 香港立法局議員
- 汕头大学法学院顾问